# Kryptodrakon
Kryptodrakon (криптодракон)  — вимерлий рід птеродактилів птерозаврів, рештки відносять до середньої—пізньої Юри, знайдені у Китаї. На середину 2010-х відомо один вид типу — Kryptodrakon progenitor. У 2014 році рід Kryptodrakon було визнано найдавнішим птеродактелем
Знайдені у 2001 році в Сіньцзяні кістки, спочатку віднесли до теропод; проте пізніше палеонтолог Джеймс Кларк визначив ці кістки як птерозаврів.
У 2014 році типовий вид Kryptodrakon progenitor було названо і описано Браян Андрес, Кларк і Сюй Сін . Родова назва означає дракон, що «зачаївся» від грецького κρυπτός, «прихований», і δράκων, «Дракон». Назва натякає на фільм Тигр, що підкрадається, дракон, що зачаївся. Видова назва progenitor означає «предок» або «засновник родини» у латині і натякає на те що він найдавніший птеродактиль
Голотип, IVPP V18184, було знайдено в шарі формації Shishugou Formation і належить до келловея — оксфорда і має мінімальний вік 161 млн років. Він складається з частини скелета де не вистачає череп — містить фрагменти обох крил в тому числі праву четверту п'ясткову кістку, частини плечового пояса і другий крижовий хребець. Кістки не були з'єднані, але були виявлені в невеликому районі близько тридцяти квадратних сантиметрів, на значній відстані від інших викопних останків, і, таким чином, ймовірно, є єдиною особистістю. Кістки значною мірою збереглися в трьох вимірах, без сильного стиснення.
Kryptodrakon, за оцінками, розмах крил 1,47 метра і мешкав в лісових заплавах, на відміну від більшості інших птерозаврів, що мешкали поруч з морями й океанами.
Птеродактилі — підряд птерозаврів, характерною особливістю якого була наявність у його представників легкого витягнутого черепа, широких крил і короткого хвоста, на відміну від давнішого підряду рамфоринхів, що мали довгий хвіст і порівняно невеликий розмах крил (до двох метрів). Рамфоринхи жили приблизно 170 мільйонів років тому і стали першими літаючими хребетними тваринами на Землі. Птеродактилі, як вважається, з'явилися пізніше на 20-30 мільйонів років.
Криптодракон, знайдений в Китаї, є найстарішим із відомих науці птеродактилів. Можливо, знахідка вчених покаже, що птеродактилі з'явилися раніше (або в один і той же час), ніж рамфоринхи. На середину 2010-х вченим мало відомо про сполучну ланку між древніми сухопутними динозаврами і їх літаючими родичами.

## Ресурси Інтернету
- National Geographic [Архівовано 29 грудня 2018 у Wayback Machine.]

| Цератопс | Це незавершена стаття з палеонтології. Ви можете допомогти проєкту, виправивши або дописавши її. |